# Осада Константинополя (626)
Осада Константинополя — десятидневная (29 июля — 7 августа 626 года) осада столицы Византийской империи аварами и союзными им племенами славян, булгар и гепидов.
В ходе войны Византии с сасанидским Ираном аварский каган, воспользовавшись уходом византийского войска на Кавказ и присутствием персидской армии на другом берегу Босфора, напал на Константинополь. Византийский флот не позволил аварам соединиться с персами. После провала 7 августа 626 года решающего штурма авары на следующий день ушли от стен Константинополя.
В российской историографии осада вызывает особый интерес участием в ней древних славян, которые вышли к границам Византии в начале VI века и впервые оказались зафиксированы в письменных источниках.

## Предыстория
Начало VII века выдалось тяжёлым для Византийской империи: под ударами германских племён были потеряны значительные территории в Южной Европе (на Иберийском полуострове их теснили вестготы, а половину итальянских территорий захватили Лангобарды), многочисленные славяне и тюрки в составе Аварского каганата атаковали их земли на Балканах, а непрекращающиеся войны с Сасанидской империей на востоке сильно ослабляли страну и заканчивались либо «белым миром» либо и вовсе территориальными потерями.
Около 620 года с аварами был заключён мир ценой уплаты большой дани, для чего даже пришлось распродать часть церковных сокровищ. Славянские племена, рассеявшись по Балканам вплоть до Италии, заселяли Грецию, вытесняя местное население на острова.
Очередная же война 602 года с персами, шла особенно плачевно: на момент 626 года империя потеряла почти половину своих территорий (Сирию, Палестину и Египет). Император Ираклий с 622 года командовал армией, действовавшей на Кавказе, в Армении и причерноморских областях Малой Азии. В 626 году он вёл боевые действия против персидской армии под началом Шахина (Саина). Другая персидская армия Шахрбараза (Сарвара) осаждала Халкидон, то есть персов отделяли от Константинополя только пролив Босфор и византийский флот. По сообщению Феофана Ираклий послал часть войск для обороны города от персов.
Византийская столица в отсутствие императора управлялась патрицием Боном, номинально власть представлял 14-летний сын Ираклия Константин, коронованный соправителем отца.

## Ход осады
Летом 626 года авары решили воспользоваться удачным моментом для нападения на Византию и разорвали мирное соглашение. Для похода они привлекли подвластные им племена славян, булгар и германцев-гепидов.
Пасхальная хроника и Феодор Синкелл составили довольно подробную хронику развития событий.
29 июня передовые отряды аваров числом в 30 тысяч показались около Константинополя. 30-го произошли первые стычки, но ещё месяц авары не приближались непосредственно к городу.
Только 29 июля всё 80-тысячное войско во главе с каганом расположилось у стен византийской столицы, и с этого дня Синкелл ведёт отчёт 10-дневной осады. По словам Синкелла враги окружили город от моря до моря, все их воины были в шлемах и блистали доспехами. Так как со стороны моря опасность городу пока не угрожала, то после демонстрации силы авары оттянулись в свой лагерь.
31 июля с раннего утра и до 5 часов вечера последовал 1-й штурм силами аваров. Синкелл говорит об интенсивной перестрелке с помощью луков и пращей на всем протяжении стен. Пасхальная хроника сообщает о славянах, выставленных вдоль стен для демонстрации там, где не было аваров: «В первой линии [у хагана были] пешие легковооружённые славяне, а во второй — тяжеловооружённая пехота. А к вечеру он поставил несколько осадных машин и „черепах“ от Врахиалия и до Врахиалия». Также славяне в северной части залива Золотой Рог в устье небольшой речки Барбисс спустили на воду моноксилы, привезенные в обозе кагана. Византийский флот из-за мелководья не мог подойти к моноксилам, но полностью блокировал их в заливе.
1 августа в пятницу Синкелл сообщает о строительстве каганом осадных орудий: гелепол и катапульт. Дерево для сооружений брали из разобранных домов в округе и повозок, на которых варвары прибыли. Катапульты (вероятно требушеты) позднее использовали при штурме, но неясно, удалось ли аварам подвести осадные башни к стенам.
2 августа в субботу сын императора Константин послал с дарами к кагану послов, среди которых был и Синкелл. У аваров уже находились персидские посланники с дарами. Каган, угрожая штурмом на следующий день, поставил ультиматум — покинуть город всем жителям. Из вещей он дозволял им накинуть на себя только один хитон. Послы пришли к выводу, что авары заключили союз с персами и должны были выслать славян с моноксилами для транспортировки персидских войск через Босфор. Пасхальная хроника сообщает о 3-тысячном персидском отряде, который должен был быть направлен на помощь аварам.
3 августа в воскресенье хаган сумел переправить часть моноксил из залива Золотой Рог в местечко Халы на берегу Босфора, обойдя сушей византийскую флотилию. 70 кораблей византийцев немедленно направились к Халы.
4 августа в понедельник на рассвете славяне сделали попытку переправиться через Босфор для транспортировки персов. По словам Пасхальной хроники: «[Ромеи] потопили и перерезали всех находившихся на моноксилах славян». На обратном пути к своим погибли также персидские послы к хагану.
5 августа во вторник продолжались локальные стычки. Авары и славяне готовили осадные орудия и моноксилы, чтобы штурмовать город одновременно с суши и моря.
6 августа в среду началось наиболее ожесточенное, по словам Синкелла, сражение вдоль всех стен. Среди защитников города появились раненые, у аваров потери были значительно тяжелее. Бой не стих даже ночью. Решающий штурм состоялся на следующий день.

## Штурм 7 августа
О событиях переломного дня в осаде города поведал Синкелл, Пасхальная хроника содержит фрагментарное описание завершающего этапа разгрома славян на море. Патриарх Никифор изложил ход событий в версии, отличной от Синкелла.
7 августа в пятницу хаган начал штурм города со всех сторон. Множество катапульт обстреливали городские стены. В заливе Золотой Рог хаган «заполнил моноксилы славянами и другими свирепыми племенами, которые он привел [с собой]. Доведя число находившихся там варваров в тяжёлом вооружении до огромного множества, он приказал им налечь на весла и с громким криком двинуться против города».
Однако штурм захлебнулся. На суше «такое множество убитых врагов [пало] на каждом участке стены и столько повсюду погибло неприятелей, что варвары не смогли даже собрать и предать огню павших».
На море произошел ещё более страшный разгром славян, однако как именно это случилось, остаётся загадкой. Патриарх Никифор рассказал об этом так:

«И так как множество славян следовало вместе с аварами и действовало в союзе с ними, они дали им знак, чтобы, как только они заметят факелы, зажженные на передней стене Влахерн, именуемой птерон [крылом], они сразу же подошли туда на лодках-однодеревках, чтобы вплавь пробраться, взволновать город, и чтобы авары могли смело броситься со стен внутрь города. Это стало известно патрикию Бону, и он снарядил двухрядные диеры и трёхрядные триеры весельные суда и в том месте, где был подан сигнал, вооружившись, пристал там. И также послал диеры к другому, противоположному берегу. И приказал сразу же дать огневой сигнал. Увидев знак, славяне от реки, именуемой Барбисс, устремились и пошли по направлению к городу. Те же налетели на них, загнали их в середину и сразу же опрокинули, так что и морская вода сильно закрасилась кровью. Среди трупов убитых оказались и славянские женщины».

Синкелл же как непосредственный очевидец настаивает, что византийская флотилия отступила перед множеством славянских долблёнок: «Некоторые говорят, что наши [воины] были подвигнуты к отступлению не страхом перед противником, но что сама Дева, желая показать свою власть творить чудеса, приказала им притворно отступить, чтобы варвары потерпели полное крушение около её святого храма, нашей спасительной пристани и тихой гавани — Влахернского храма Богородицы.» Заслугу в разгроме варваров на море Синкелл приписывает только вмешательству Богородицы, которая «потопила их моноксилы вместе с командами перед собственным её Божиим храмом во Влахернах, так что весь этот залив заполнился мертвыми телами и пустыми моноксилами.»
Пасхальная хроника сообщает, что после поражения в заливе (описание этого пропущено в хронике) разгром славян был довершен на берегу:

«А армяне вышли за Влахернскую стену и разожгли огонь на близлежащем портике [храма] Св. Николая. Те славяне, которые вплавь спаслись с моноксил, из-за [этого сигнала] огнём решили, что стоящие у моря [люди] — это авары. Они выбрались [на берег] в этом месте и были перебиты армянами. А те немногие славяне, кто, спасшись вплавь, вышел [на берег] в том месте, где стоял безбожный хаган, были убиты по его приказу.»

Источники не сообщают, почему хаган приказал перебить спасшихся славян. Воины в доспехах в моноксилах были видимо аварами и, очевидно, не могли спастись при крушениях. Однако не все славяне с моноксил погибли. По Синкеллу часть славян добралась вплавь до северного берега залива и ушла в горы, никем не преследуемая.
Поздние источники пытаются объяснить потопление славянских долблёнок внезапной бурей, которая поднялась по воле Богородицы. Однако свидетели осады Синкелл, Георгий Писида и Пасхальная хроника не упоминают о буре.
Очень похожая гибель славянской флотилии на моноксилах в спокойном море описана в собрании чудес Св. Димитрия Солунского. Когда на рубеже VI—VII веков славяне на долблёнках двинулись на штурм Фессалоник, то вдруг:

«равномерное движение упомянутых судов, благодаря мученику, стало неуправляемым и они сталкивались друг с другом, некоторые из них перевернулись, а славяне из них выпали. Когда кто-нибудь из плывущих хотел спастись на другом [судне], он, ухватившись, переворачивал его, и те, кто там был, падали в море. И наконец, моряки отрубали мечами руки тем, кто протягивал [их] к ним, один бил другого мечом по голове, иной пронзал кого-то копьем, и каждый, думая о собственном спасении, становился врагом другому. […] И было тогда видно море, все покрасневшее от крови варварской.»

## Отступление аваров
После гибели славянской флотилии, увидев множество вражеских голов на копьях, защитники города настолько воодушевились, что открыли ворота и бросились в атаку. Начальникам с трудом удалось вернуть их обратно. Деморализованный каган отступил в свой лагерь, а ночью поджег все свои осадные орудия и ушёл. По Пасхальной хронике каган был вынужден уйти вслед за ушедшими славянами: «Но некоторые утверждают, что все дело в славянах, которые, увидев происходящее, снялись и ушли, а уж поэтому проклятый хаган вынужден был уйти вместе с ними.»
Синкелл заметил, что 8 августа из-за дыма от горящих осадных машин не было видно ни города, ни моря, а персы ошибочно решили, что горит захваченный Константинополь. Персы остались зимовать на азиатском берегу Босфора, совершали вылазки на противоположный берег, но вскоре должны были отступить после успехов армии Ираклия на Кавказе.

## Историография об участии русов в осаде 626 года
Хотя современники осады нигде не упоминают этнонима русов, с XI века летописцы, а в наше время некоторые историки делают попытки ассоциировать славян, принявших участие в осаде, с русскими, или по крайней мере с восточными славянами, приплывшими на помощь аварам с северных берегов Чёрного моря.
Начало положено в грузинском манускрипте 1042 года «Осада Константинополя скифами, кои суть русские». Монах Георгий Мтацминдели в изложении событий следует за Синкеллом, пересказывая в свободном стиле его фразы из проповеди. Однако он не делает различий между племенами, называя авар и славян скифами, а скифов он по литературной традиции византийских писателей X века причисляет к современным ему русским: «В 622 году Ираклий за большую сумму денег уговорил 'скифов, кои суть русские', не тревожить империю […] Вся сила греческого царства была унижена и сокращена, и многократно сокрушена персами и 'скифами, кои суть русские'.»
Пример переноса этнонима русских на другие народы времен императора Ираклия есть и в русском летописном сочинении. В Степенной книге (XVI век) упоминается: «При Ираклии царе ходила Русь и на царя Хоздроя Персидского.» Источником для этой фразы явилась испорченная передача предложения из более ранней Никоновской летописи, где в оригинале вместо русов написаны угры (венгры).
Я. Е. Боровский в статье «Византийские, старославянские и старогрузинские источники о походе русов в VII в. на Царьград» перечислил отдельных историков, которые ассоциируют славян под стенами Константинополя в 626 году с русами, или с восточными славянами из северной лесной полосы Восточной Европы.
Аргументы за эту точку зрения сводятся у Боровского к следующему:
- Осаждающие сжигали трупы своих павших под стенами города воинов, что было в обычае русов и славян Среднего Поднепровья. По сведениям Боровского у южных славян практиковался преимущественно обряд трупоположения. Тем не менее согласно Седову В. В. в раннеаварский период балканские славяне использовали оба вида погребального обряда[10].
- Путь из варяг в греки сезонно заканчивался в Константинополе в конце июля, из чего Боровский связывает время осады именно с этим фактором. По его мнению славяне прибыли с Днепра по вызову аварского кагана, который месяц не начинал штурма без них. Сведения Пасхальной хроники о моноксилах, привезённых каганом и спущенных на воду в заливе, игнорируются. Есть подробное описание об изготовлении моноксил балканскими племенами славян специально для штурма Фессалоник со стороны моря[7].
- Хронист и поэт XII века Константин Манассия назвал среди участников осады Константинополя тавроскифов. Этим этнонимом византийские авторы X—XI вв. часто называли русов.